# Pomorzowiczki
Pomorzowiczki est une localité polonaise de la gmina et du powiat de Głubczyce en voïvodie d'Opole.

## Histoire
De 1743 à 1945, Alt Wiendorf fait partie de l'arrondissement de Neustadt-en-Haute-Silésie puis à partir de 1816 de l'arrondissement de Leobschütz (de) dans la district d'Oppeln au sein de la province de Silésie.